# Leaveland
Leaveland – osada w Anglii, w hrabstwie Kent, w dystrykcie Swale. Leży 24 km na wschód od miasta Maidstone i 75 km na wschód od centrum Londynu. Według spisu powszechnego z 2011 roku w osadzie mieszkało 54 mężczyzn i 46 kobiet.